# Installation de bain romaine de Kœstlach
L'installation de bain romaine de Kœstlach est un monument historique situé à Kœstlach, dans le département français du Haut-Rhin.

## Localisation
Ce bâtiment est situé au 35, rue des Romains à Kœstlach.

## Historique
L'édifice fait l'objet d'un classement au titre des monuments historiques depuis 1907.